# Ameghinoa patagonica
Ameghinoa patagonica  Speg., 1897 è una specie di pianta della famiglia delle Asteraceae. Questa specie è anche l'unica del genere Ameghinoa Speg., 1897.
La specie è stata descritta da Carlo Luigi Spegazzini.

## Descrizione
Questa specie ha un habitus perenne composto da densi arbusti ramificati. Queste piante sono prive di lattice.
Le foglie lungo il caule sono disposte in modo alternato e sono densamente raggruppate su rami brachiblasti (rami corti con corti internodi). La lamina fogliare ha varie forme: semplice e grossolanamente dentata.
Le infiorescenze sono composte da pochi capolini terminali raccolti in formazioni variamente agglomerate. I capolini, omogami e brevemente pedicellati, sono formati da un involucro a forma strettamente campanulata composto da brattee (o squame) all'interno delle quali un ricettacolo fa da base ai fiori. Le brattee, simili a foglie, disposte su 2 serie in modo embricato sono di vario tipo e consistenza. Il ricettacolo, glabro, a forma piatta e alveolato è nudo (senza pagliette).
I fiori sono tetraciclici (a cinque verticilli: calice – corolla – androceo – gineceo) e in genere pentameri (ogni verticillo ha 5 elementi). I fiori, da 20 a 30, sono isomorfi (a forme tutte uguali), ermafroditi e fertili.
- Formula fiorale:

*/x K {\displaystyle \infty }, [C (5), A (5)], G 2 (infero), achenio
- Calice: i sepali del calice sono ridotti ad una coroncina di squame.
- Corolla: le corolle sono bilabiate: il lobo esterno non è molto grande e finisce con tre corti denti; quello interno possiede due lunghi e lineari lobi, spesso arrotolati. Le corolle sono colorate di giallo.
- Androceo: l'androceo è formato da 5 stami con filamenti liberi e antere saldate in un manicotto circondante lo stilo.[10] Le antere in genere hanno una forma sagittata con lunghe appendici apicali acute. Le teche sono calcarate (provviste di speroni) e provviste di code. Il polline normalmente è tricolporato a forma sferica (può essere microechinato).
- Gineceo: il gineceo ha un ovario uniloculare infero formato da due carpelli.[10]. Lo stilo è unico e con due corti stigmi. Gli apici degli stigmi sono troncati e sono ricoperti da piccole papille o in qualche caso da peli penicillati. L'ovulo è unico e anatropo.

I frutti sono degli acheni con pappo. La forma degli acheni è cilindrica (raramente è compressa); le pareti sono ricoperte da coste (raramente sono presenti dei rostri) e sono glabre (o eventualmente setolose). Il carpoforo (o carpopodium) è uno stretto anello scuro o corto cilindro oppure è assente. Il pappo (fragile e debolmente attaccato al frutto) è formato da setole disposte su una serie (in alcuni casi sono uniseriate), sono barbate o piumose del tutto o a volte sono subpiumose solo apicalmente, ed è direttamente inserito nel pericarpo o connato in un anello parenchimatico posto sulla parte apicale dell'achenio.

## Biologia
- Impollinazione: l'impollinazione avviene tramite insetti (impollinazione entomogama tramite farfalle diurne e notturne).
- Riproduzione: la fecondazione avviene fondamentalmente tramite l'impollinazione dei fiori (vedi sopra).
- Dispersione: i semi (gli acheni) cadendo a terra sono successivamente dispersi soprattutto da insetti tipo formiche (disseminazione mirmecoria). In questo tipo di piante avviene anche un altro tipo di dispersione: zoocoria. Infatti gli uncini delle brattee dell'involucro si agganciano ai peli degli animali di passaggio disperdendo così anche su lunghe distanze i semi della pianta.

## Distribuzione
La specie di questa voce si trova in Argentina.

## Tassonomia
La famiglia di appartenenza di questa voce (Asteraceae o Compositae, nomen conservandum) probabilmente originaria del Sud America, è la più numerosa del mondo vegetale, comprende oltre 23.000 specie distribuite su 1.535 generi, oppure 22.750 specie e 1.530 generi secondo altre fonti (una delle checklist più aggiornata elenca fino a 1.679 generi). La famiglia attualmente (2021) è divisa in 16 sottofamiglie.

### Filogenesi
La sottofamiglia Mutisioideae, nell'ambito delle Asteraceae occupa una posizione "basale" (si è evoluta precocemente rispetto al resto della famiglia) ed è molto vicina alla sottofamiglia Stifftioideae. La tribù Nassauvieae con la tribù Mutisieae formano due "gruppi fratelli" ed entrambe rappresentano il "core" della sottofamiglia.
Il genere Ameghinoa descritto da questa voce appartiene alla tribù Nassauvieae.
I caratteri distintivi per le specie del genere Ameghinoa sono:
- il portamento è arbustivo;
- le foglie hanno delle venature palmate;
- la corolla è bilabiata;
- i bracci dello stilo sono incoronati da papille.

Il numero cromosomico della specie è: 2n = 52.